# PCBM (molécule)
Pour les articles homonymes, voir PCBM.
Le PCBM — in extenso [6,6]-phényl-C61-butanoate de méthyle — est un semiconducteur organique de type n (accepteur d'électrons) constitué d'une unité fullerène C61 (un C60 classique portant un méthylène –CH2– latéral) substitué avec un groupe phényle –C6H5 d'un côté ainsi qu'avec un ester d'acide butyrique –(CH2)3–COOH et de méthanol HOCH3, formant, de l'autre côté, un groupe butyrate de méthyle –(CH2)3–COO–CH3.
Il est intensivement étudié dans le cadre de cellules photovoltaïques en polymères, pour former des jonctions p-n avec des polythiophènes comme le P3HT, voire le PEDOT ou encore des composites tels que le PEDOT:PSS.